# Chronique de Grande-Pologne

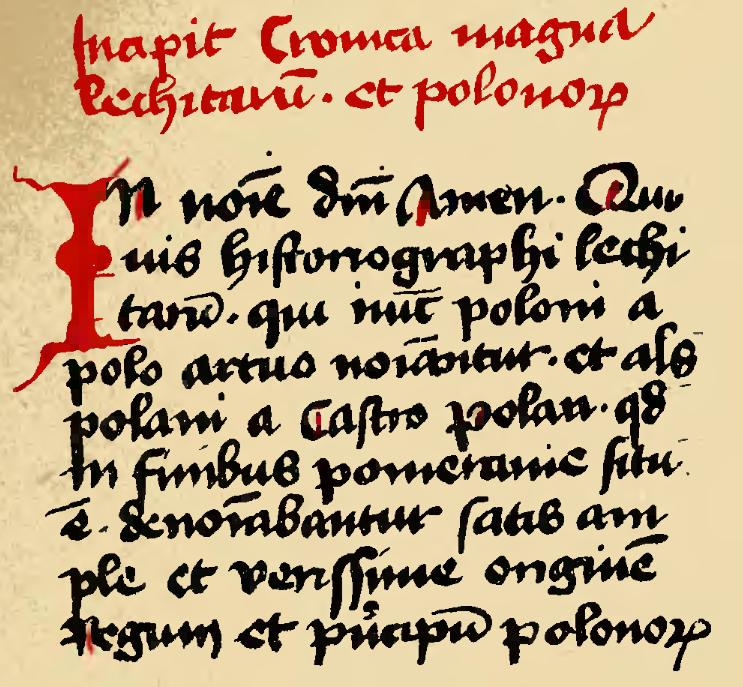
Commencement dans Chronica magna - copie du XVe siècle

La Chronique de Grande-Pologne, polonais : Kronika wielkopolska) est une chronique médiévale anonyme qui décrit l'histoire supposée de la Pologne depuis les temps légendaires jusqu'à l'année 1273. Elle a été écrite en latin à la fin du XIIIe siècle ou au début du XIVe siècle.

## Origines et possible paternité
La chronique a été écrite du point de vue de la région de Grande-Pologne. Son titre exact est inconnu. Dans une des copies restantes, elle est intitulée Chronicum Poloniae et dans une autre Annalia vestuste gentic Polonorum vel Kronice.
Certains historiens, comme Brygida Kürbis (en), ont avancé que la première édition de l'œuvre a été créée entre 1283 et 1296 et que son auteur était le conservateur du chapitre de Poznań, Godzisław Baszko. Une seconde édition a été complétée entre 1377 et 1384, soutenue en partie par l'inclusion de matériel provenant de la Chronique de Dzierzwa du début du XIVe siècle. D'autres, comme Jan Dąbrowski, ont proposé que l'intégralité de la chronique a été écrite par Jan de Czarnków dans la seconde moitié du XIVe siècle.
Il existe neuf manuscrits restants, y compris une copie de la Grande Chronique qui contient une collection de sources historiques rassemblées en Grande-Pologne à la fin du XIVe siècle.
L'objectif de l'auteur était de consigner l'histoire des souverains de Pologne. La chronique couvre des événements mythiques de la préhistoire jusqu'à l'année 1271/72, et dans deux ajouts jusqu'à l'année 1273. En tant que source, stylistiquement, la chronique est composée de deux parties. La première, allant jusqu'à l'année 1202, est basée sur la Chronica Polonorum de Wincenty Kadłubek. La seconde partie, rédigée davantage dans le style des annales, est basée sur les enregistrements annuels des chapitres de Gniezno et de Poznań. Les autres sources utilisées par l'auteur incluent probablement les Annales Polonorum historiae perdues, les archives ecclésiastiques et Vita s. Stanislai, Vita maior (Vie de Saint Stanisław) de Wincenty de Kielcza (en). L'introduction de l'œuvre a survécu en deux éditions du manuscrit. L'une d'elles a été écrite en 1295/1296 (elle mentionne Przemysł II comme le souverain actuel). L'autre, plus extensive, a probablement été créée au XIVe siècle.
La chronique a été traduite en polonais en 1965 par Kazimierz Abgarowicz.

## Objectif
La chronique peut être vue comme une gesta ducum, une composition dont le but est de célébrer les actes des princes et des rois. Les figures centrales de l'œuvre sont les souverains Piast de Grande-Pologne, Przemysł I et Przemysł II. Przemysł I est présenté comme un idéal de souverain qui combine la vaillance chevaleresque (ne s'engageant que dans des guerres défensives) avec des valeurs religieuses (humilité chrétienne et dévotion). D'autres souverains idéaux présentés dans la chronique incluent d'autres rois et ducs polonais, notamment Bolesław II le Généreux (avant le meurtre de Saint Stanisław) et Bolesław III Bouche-Torse.

## Contenus
Parmi d'autres histoires, légendes et récits historiques, la Chronique de Grande-Pologne contient la première version enregistrée de la légende de Lech, Čech et Rus, ainsi qu'une version polonaise de l'histoire de Waldere et Hildegyth (aussi connue sous le nom de Waltharius), un conte populaire de l'Europe médiévale, transplanté sur le sol polonais.